# 1759 в Україні

## Особи

### Народились
- 30 вересня, Антоновський Михайло Іванович (1759-1816) — російський і український дворянський історик, публіцист, державознавець, перекладач.
- Андрієвський Іван Самійлович (1759-1809) - доктор медицини, ад'юнкт і професор кафедри ветеринарії Московського університету.
- Базилевич Григорій Іванович (1759-1802) — український військовий лікар, хірург. Перший клінічний професор у Російській імперії. Один із засновників Петербурзької медико-хірургічної академії.
- Йосиф Ільницький (1759-1824) — український церковний діяч, архімандрит Полтавського Хрестовоздвиженського монастиря, ректор Полтавського духовного училища.
- Пащенко Дмитро Романович (1759—1809) — український дворянський історик.

### Померли
- Йоаникій Скабовський (1704-1759) — український релігійний та освітній діяч в добу Гетьманщини, перший ректор Тверської духовної семінарії.

## Засновані, зведені
- Нижанковицька ратуша
- Церква святителя Миколая Чудотворця (Печірна)
- Церква Преображення Господнього (Решнівка)
- Запорізьке (Софіївський район)
- Кружилівка
- Піщаний Брід (Добровеличківський район)